# Tribulațiile unui chinez în China
Tribulațiile unui chinez în China sau Până peste urechi (în franceză Les Tribulations d'un Chinois en Chine) este un film din 1965 regizat de Philippe de Broca cu Ursula Andress, Jean-Paul Belmondo. Este bazat pe romanul Aventurile unui chinez în China (în franceză Les Tribulations d'un Chinois en Chine) de Jules Verne.

## Distribuție
- Ursula Andress
- Jean-Paul Belmondo

## Primire
A fost al zecelea cel mai popular film în Franța în 1965  după  The Sucker, Goldfinger, Thunderball, Jandarmul la New York, Mary Poppins, Fantômas în acțiune, God's Thunder, The Wise Guys și Viva Maria!.

## Legături externe
- Tribulațiile unui chinez în China la Internet Movie Database
- Chinese Adventures in China la Allmovie
- Up to His Ears[nefuncțională]
 at Le Film Guide
- Up to His Ears at Letterbox DVD
- Up to His Ears Arhivat în 14 februarie 2019, la Wayback Machine. at Philippe de Broca

## Vezi și
- Lista filmelor bazate pe opera lui Jules Verne